# Grup de Dansa L'Alcúdia
El Grup de Dansa L'Alcúdia va començar la seua activitat a l'Alcúdia (Ribera del Xúquer, València) l'any 1963 com a grupo de coros y danzas emmarcat dins la Sección Femenina. Ja en els primers anys des del començament, el grup va assolir molt de renom en realitzar una gira de tres mesos per l'estat de Nova York, i en obtindre diversos premis i guardons concedits per l'administració franquista, abans de la seua reorientació ideològica l'any 1977.
D'ençà la restauració de la democràcia, la seua faena d'exhibició i recuperació del patrimoni folklòric valencià ha anat encarada cap a la realització d'espectacles temàtics, la participació en festivals internacionals i l'enregistrament discogràfics que arrepleguen la qualitat i la varietat de balls i cançons que conformen el seu repertori, al llarg dels més de quaranta anys d'existència com a grup: prova de la seua tasca són la celebració, des del 1982 d'una Mostra Internacional de Dansa biennal, la fundació el 1991 de l'Escoleta de Cant, Rondalla i Danses (amb la Mostreta Infantil de Danses corresponent), i la reinstauració d'una dansà per a la nit de Sant Joan, amb continuïtat fins hui en dia.
Quant a la recerca i a la recuperació de peces concretes, el Grup de Dansa L'Alcúdia ha aportat un bon nombre de balls
 i cançons del seu poble i comarca al repertori comú valencià com són la Joteta de l'Alcúdia, el Bolero de Guadassuar o l'arxiconegut Bolero de l'Alcúdia, amb lletra feta a propòsit per Vicent Andrés Estellés, i del qual han fet versions Al Tall i Maria del Mar Bonet, Òscar Briz i, més recentment, el popular Miquel Gil.

## Discografia
- Canciones y danzas de Valencia (Hispavox, 1967), enregistrat amb els grups de Carlet i València
- El bo de la post (Xirivella Records, 1988), editat en commemoració del 25 aniversari
- Ai, quina polseguera! (Estudis de Gravació Tabalet, 2003), gravat als 40 anys de la fundació